# نور أباد سيمينة (سيمينة رود)
نور أباد سیمینة (بالفارسية: نور آباد سیمینه) هي قرية تقع في إيران في قسم سیمینة رود الريفي. يقدر عدد سكانها بـ 434 نسمة .